# Mariakerk (Kortezwaag)
De Mariakerk is een kerkgebouw in Kortezwaag (Gorredijk) in de Nederlandse provincie Friesland. De kerk is een rijksmonument en is eigendom van de Stichting Alde Fryske Tsjerken.

## Geschiedenis
Al in 1315 bevond zich een kapel in Kortezwaag. De kerk uit 1797 is een driezijdig gesloten zaalkerk met acht rondboogvensters is gebouwd ter vervanging van een oudere voorganger. De houten dakruiter en ingangsportaal in renaissancestijl aan de westgevel zijn in 1896 gebouwd ter vervanging van een vrijstaand klokhuis. Ter bekostiging werd een klok uit circa 1100 aan het Rijksmuseum Amsterdam verkocht. De andere klok werd in het torentje gehangen. De huidige klok is uit 1947. De preekstoel en de herenbanken dateren uit de 18e eeuw. Het harmonium uit 1896 is gemaakt door de Amerikaanse firma J. Estey & Co. Het kerkgebouw wordt nog gebruikt voor trouw- en rouwdiensten.

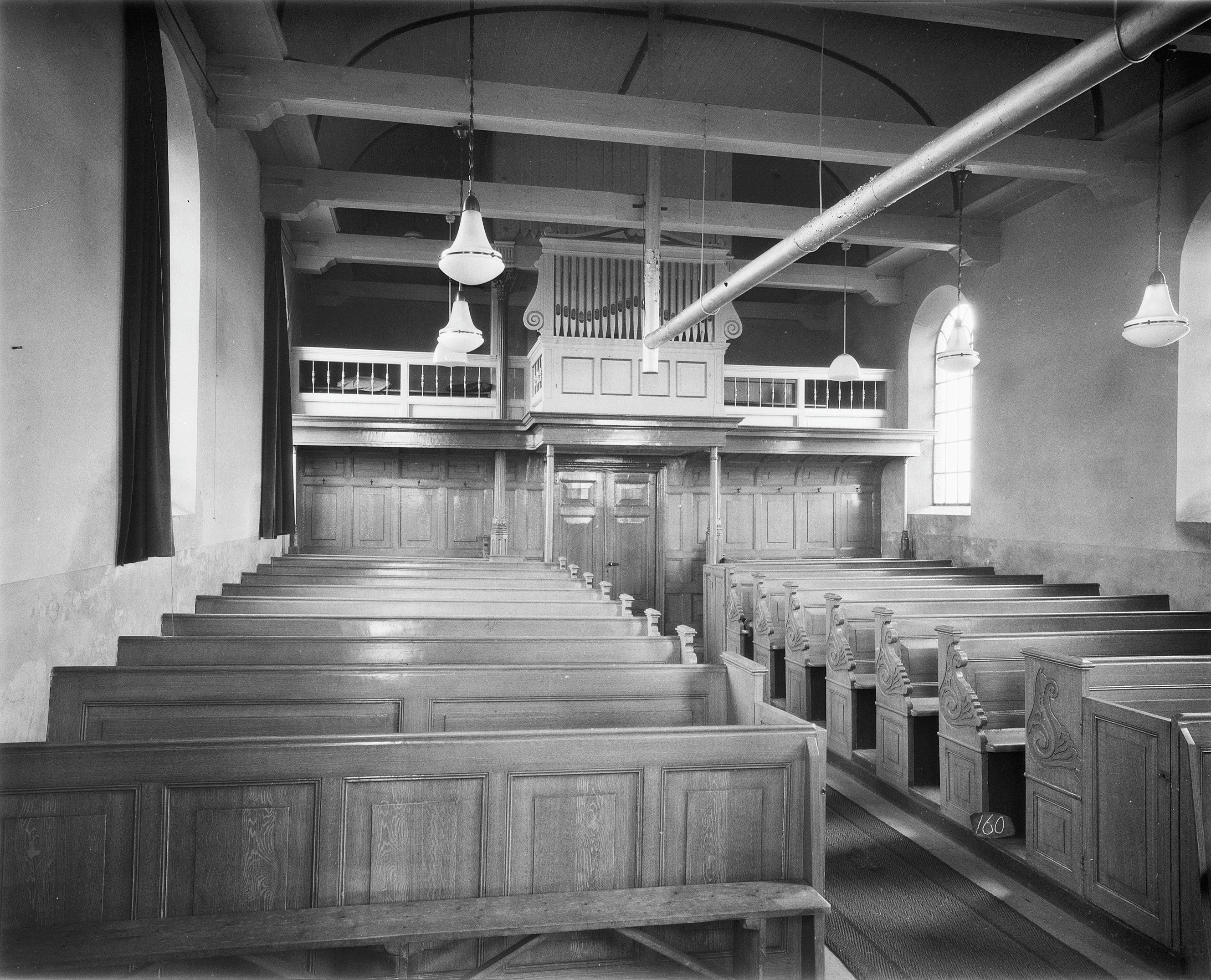
Interieur (1959)
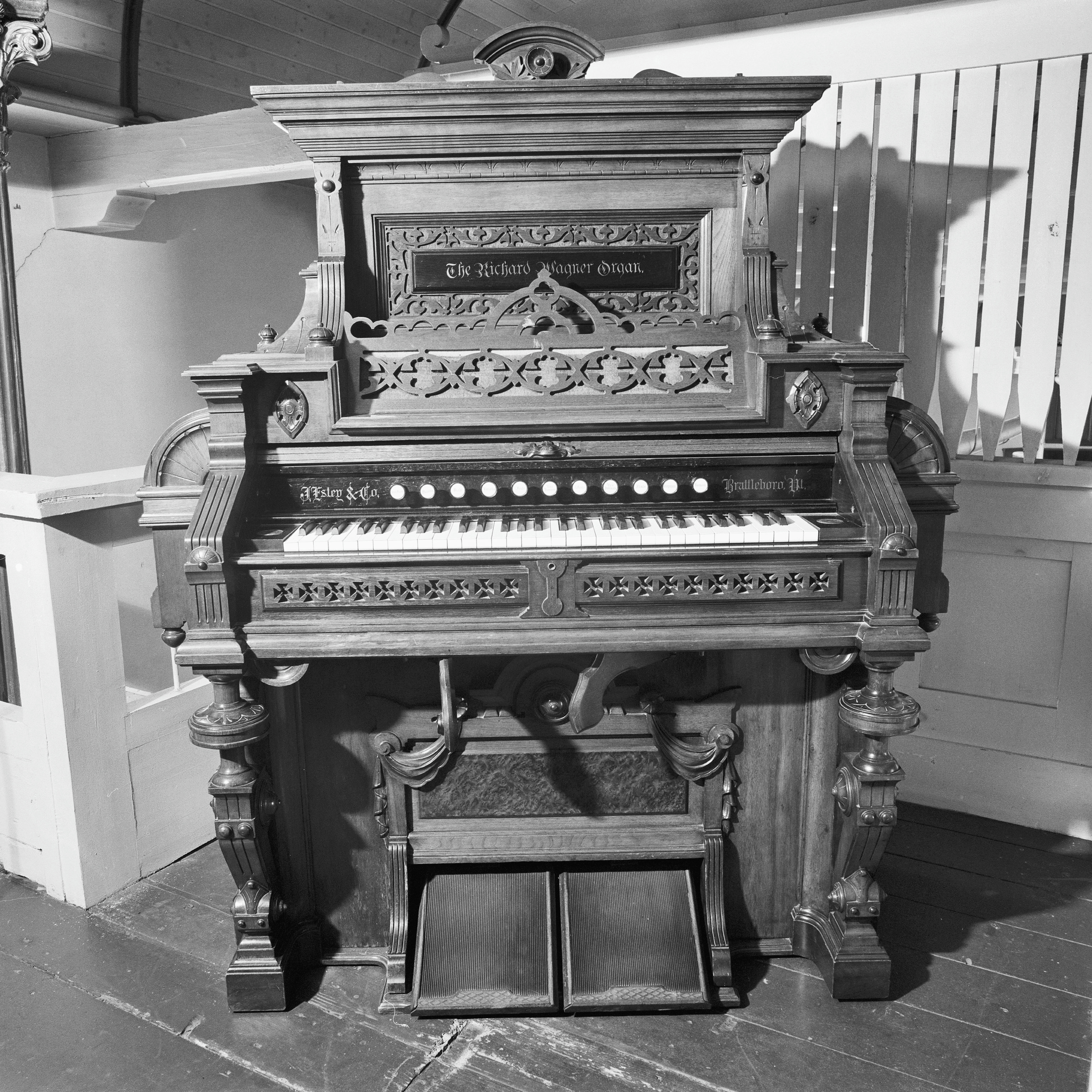
Harmonium achter orgelfront
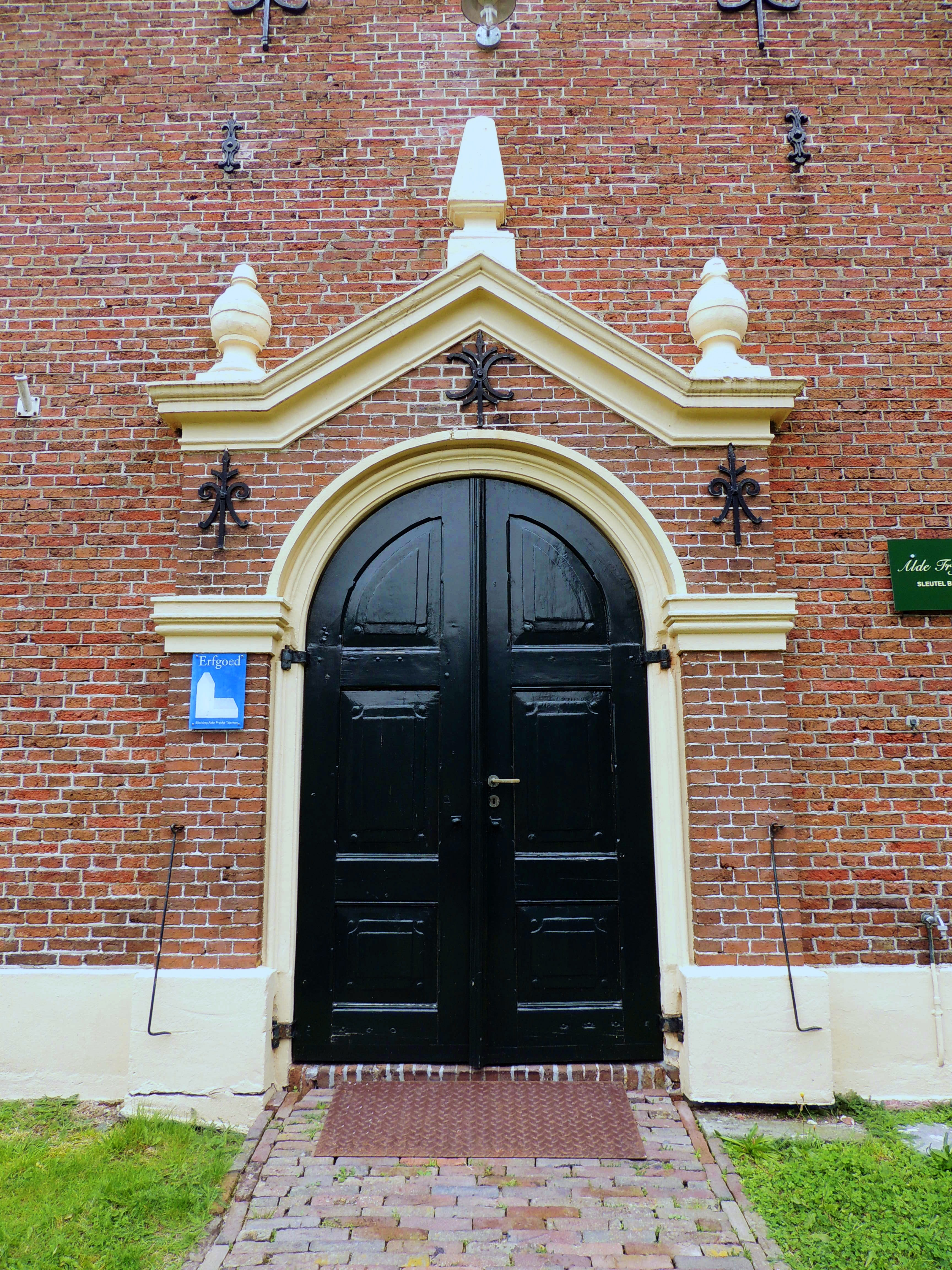
Portaal